# マイク・ピアース
マイク・ピアース（Mike Pierce、1980年10月1日 - ）は、アメリカ合衆国の男性総合格闘家。オレゴン州ポートランド出身。スポーツ・ラボ所属。

## 来歴
ポートランド州立大学までレスリングを経験。NCAAディビジョン1レスラーとして活躍した。
2007年プロデビュー。二戦目にマーク・ムニョスと対戦した。
2009年3月1日、WEC 39でジャスティン・ハスキンスと対戦し、TKO勝ち。

### UFC
2009年9月16日、UFC初参戦となったUFC Fight Night: Diaz vs. Guillardでブロック・ラーソンと対戦し、判定勝ち。
2009年12月12日、UFC 107でジョン・フィッチと対戦し、判定負け。UFC初の敗戦となった。
2012年2月4日、UFC 143でジョシュ・コスチェックと対戦し、僅差の判定負け。
2013年10月9日、UFC Fight Night: Maia vs. Shieldsでホジマール・パリャーレスと対戦し、ヒールフックで一本負け。

## 戦績
| 総合格闘技 戦績 | 総合格闘技 戦績 | 総合格闘技 戦績 | 総合格闘技 戦績 | 総合格闘技 戦績 | 総合格闘技 戦績 | 総合格闘技 戦績 |
| --------------- | --------------- | --------------- | --------------- | --------------- | --------------- | --------------- |
| 24 試合         | (T)KO           | 一本            | 判定            | その他          | 引き分け        | 無効試合        |
| 17 勝           | 8               | 1               | 8               | 0               | 0               | 0               |
| 7 敗            | 0               | 1               | 6               | 0               | 0               | 0               |

| 勝敗 | 対戦相手                       | 試合結果                          | 大会名                                 | 開催年月日     |
| ×    | ライアン・ラフレアー           | 5分3R終了 判定0-3                 | The Ultimate Fighter 22 Finale         | 2015年12月11日 |
| ×    | ホジマール・パリャーレス       | 1R 0:31 ヒールフック              | UFC Fight Night: Maia vs. Shields      | 2013年10月9日  |
| ○    | デビッド・ミッチェル           | 2R 2:55 TKO（左フック→パウンド）  | UFC 162: Silva vs. Weidman             | 2013年7月6日   |
| ○    | セス・バジンスキー             | 5分3R終了 判定3-0                 | UFC on FX 6: Sotiropoulos vs. Pearson  | 2012年12月15日 |
| ○    | アーロン・シンプソン           | 2R 0:29 KO（スタンドパンチ連打）  | UFC on FX 5: Browne vs. Bigfoot        | 2012年10月5日  |
| ○    | カルロス・エドゥアルド・ホシャ | 5分3R終了 判定3-0                 | UFC on FX 3: Johnson vs. McCall        | 2012年6月8日   |
| ×    | ジョシュ・コスチェック         | 5分3R終了 判定1-2                 | UFC 143: Diaz vs. Condit               | 2012年2月4日   |
| ○    | ポール・ブラッドリー           | 5分3R終了 判定2-1                 | UFC on FOX 1: Velasquez vs. dos Santos | 2011年11月12日 |
| ×    | ジョニー・ヘンドリックス       | 5分3R終了 判定1-2                 | UFC 133: Evans vs. Ortiz               | 2011年8月6日   |
| ○    | ケニー・ロバートソン           | 2R 0:29 TKO（左フック→パウンド）  | UFC 126: Silva vs. Belfort             | 2011年2月5日   |
| ○    | アミウカウ・アウベス           | 3R 3:11 腕ひしぎ十字固め          | UFC 118: Edgar vs. Penn 2              | 2010年8月28日  |
| ○    | ジュリオ・パウリーノ           | 5分3R終了 判定3-0                 | UFC on Versus: Vera vs. Jones          | 2010年6月12日  |
| ×    | ジョン・フィッチ               | 5分3R終了 判定0-3                 | UFC 107: Penn vs. Sanchez              | 2009年12月12日 |
| ○    | ブロック・ラーソン             | 5分3R終了 判定3-0                 | UFC Fight Night: Diaz vs. Guillard     | 2009年9月16日  |
| ○    | ジャスティン・ハスキンス       | 3R 3:39 TKO（スタンドパンチ連打） | WEC 39: Brown vs. Garcia               | 2009年3月1日   |

## 獲得タイトル
- 第4代SportFightウェルター級王座（2007年）